# Hamstead (Wight)
Hamstead – wieś w Anglii, na wyspie Wight. Leży 11 km na zachód od miasta Newport i 128 km na południowy zachód od Londynu.